# 8604-es mellékút (Magyarország)
A 8604-es számú mellékút egy közel 20 kilométer hosszú, négy számjegyű országos közút Győr-Moson-Sopron vármegye déli részén; a 85-ös főút rábatamási szakaszától húzódik Vágig.

## Nyomvonala
Rábatamási közigazgatási területén ágazik ki a 85-ös főútból, annak a 32+900-as kilométerszelvénye közelében, dél felé. Szinte az első métereitől a község belterületei között halad, Rákóczi utca néven, így keresztezi, bő fél kilométer után a Győr–Sopron-vasútvonal nyomvonalát, Rábatamási vasútállomás térségének keleti széle mellett. Egy ideig még ezután is a Rákóczi utca nevet viseli, majd kisebb-nagyobb irányváltásokat követően a Szent István utca, a Béke utca és a Széchenyi utca neveket viselve húzódik a település központjában, illetve annak déli részén.
Bő 1,8 kilométer után hagyja maga mögött Rábatamási utolsó házait, s ott szinte azonnal átlép Jobaháza területére. A második kilométerét elérve elhalad az M85-ös autóút felüljárója alatt, kevéssel a harmadik kilométere előtt pedig keresztezi a 8603-as utat, amely ott 3,5 kilométer teljesítésén van túl Farád és Gyóró között húzódva. Innen déli irányban folytatódik, így szeli át a következő település, Bogyoszló északi határszélét is, a 3+750-es kilométerszelvényét elhagyva.
Bogyoszlóra érkezve egyből lakott területek közé ér, ahol a Zrínyi utca nevet veszi fel, így húzódik a község központjáig, amit 4,5 kilométer után ér el. Ott a 8601-es úttal nagyjából 400 méternyi hosszban közös szakaszon húzódnak – a kilométer-számozás tekintetében egymással ellentétes irányban, Fő utca néven –, majd újra szétválnak, s a belterület déli részén a 8604-es már Petőfi utca néven folytatódik.  A falu utolsó, legdélebbi házait elhagyva, az 5+450-es kilométerszelvényénél még egy elágazása következik: ott a 8606-os út ágazik ki belőle nyugat felé, amely út Potyondon át Beledig vezet.
Nagyjából 6,6 kilométer után lépi át az út Sopronnémeti határát, a községet 7,7 kilométer után éri el, ugyanott, ahol a 8602-es úttal is találkozik. A település központjában, csaknem 800 méternyi hosszban közös szakaszon húzódnak, a kilométer-számozás tekintetében ugyancsak ellentétes irányban; a keleti falurészben válnak csak szét egymástól, onnan a 8604-es út a belterület széléig a Rákóczi utca nevet viseli. 8,7 kilométer után keresztezi az út a Hegyeshalom–Porpác-vasútvonal vágányait, Szil-Sopronnémeti vasútállomás térségének keleti széle mellett – előtte még kiágazik belőle délnyugati irányban a 86 304-es számú mellékút az állomás kiszolgálására –, majd, még mindig sopronnémeti területen, a 9. kilométere táján áthalad az M86-os autóút pályatestjei felett is.
Körülbelül 9,7 kilométer után érkezik az út Szil területére, a község lakott részeit 11,3 kilométer után éri el, s ott a Szabadság utca nevet viseli. A központban találkozik a 86-os főúttal, amellyel egy rövid, kevesebb, mint 200 méteres távon újra közös szakaszon húzódnak – a kilométer-számozás tekintetében ez esetben is egymással ellentétes irányban, Fő utca néven –, majd a szétválás után a 8604-es déli irányban halad tovább, Város utca néven. A déli településrészben egy-egy rövidebb szakaszon még a Hunyadi tér, az Erzsébet utca, az Erzsébet tér és az Erdősor utca nevet is viseli, ez utóbbi néven lép ki Szil házai közül, majdnem pontosan a 14. kilométerénél.
A 16+350-es kilométerszelvénye táján éri el Vág határszélét, ahol dél-délkeleti irányba fordul, ezáltal még egy darabig Szil és ez utóbbi település határvonalát kíséri. Majdnem másfél kilométerrel ezután lép csak teljesen vági területre, egy kisebb irányváltást követően, de ezután is külterületek között marad, lakott helyeket e község határain belül nem is érint. Így ér véget, a település legészakibb fekvésű házaitól mintegy fél kilométerre északra, beletorkollva a Beled-Pinnye közt húzódó 8426-os útba, annak a 3+850-es kilométerszelvénye táján.
Teljes hossza, az országos közutak térképes nyilvántartását szolgáló kira.gov.hu adatbázisa szerint 18,815 kilométer.

## Települések az út mentén
- Rábatamási
- (Jobaháza)
- Bogyoszló
- Sopronnémeti
- Szil
- (Vág)

## Képgaléria

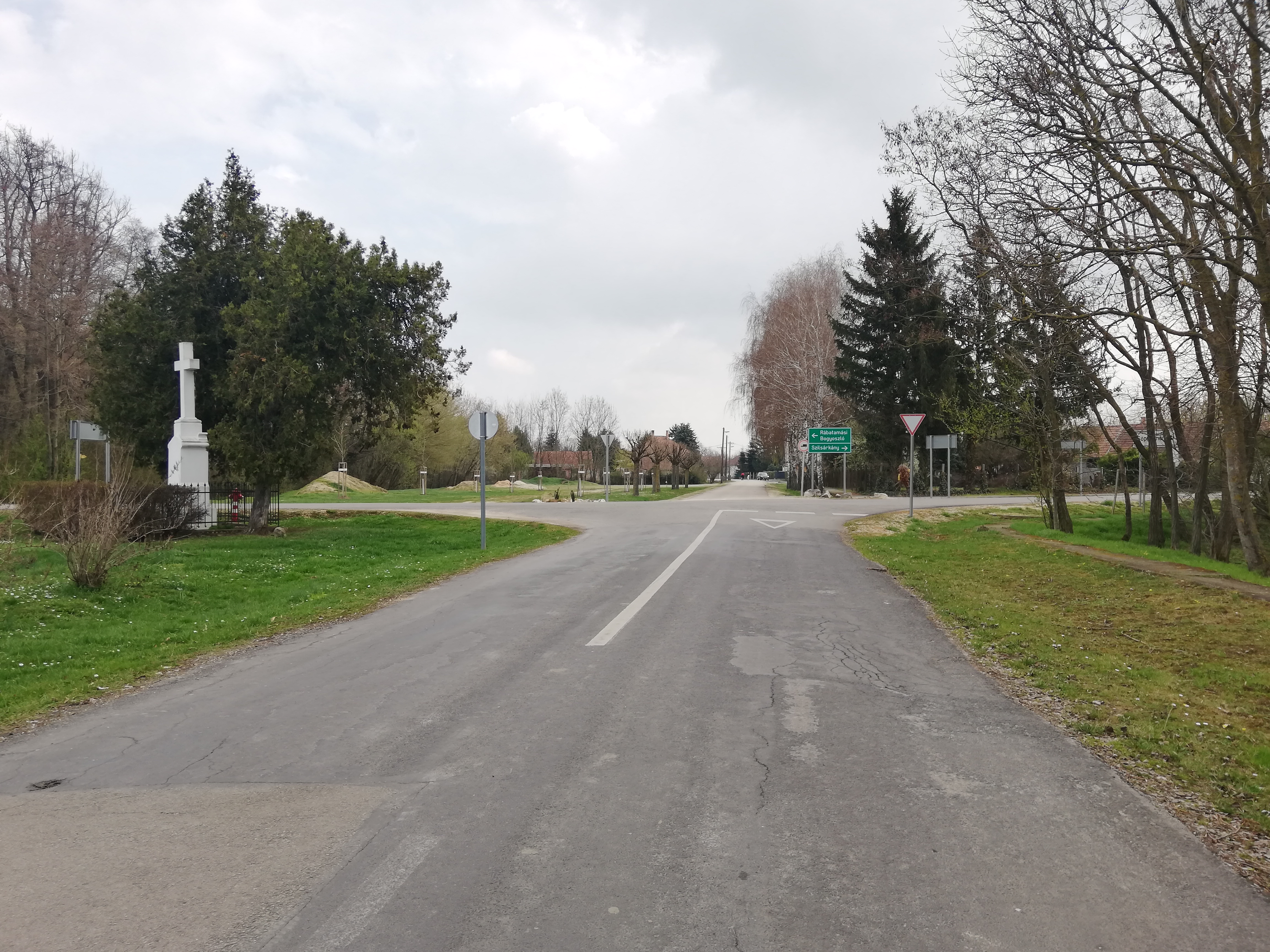
A 8604-es és a 8602-es utak szétágazása Sopronnémeti nyugati részén, az utóbbi útról nézve
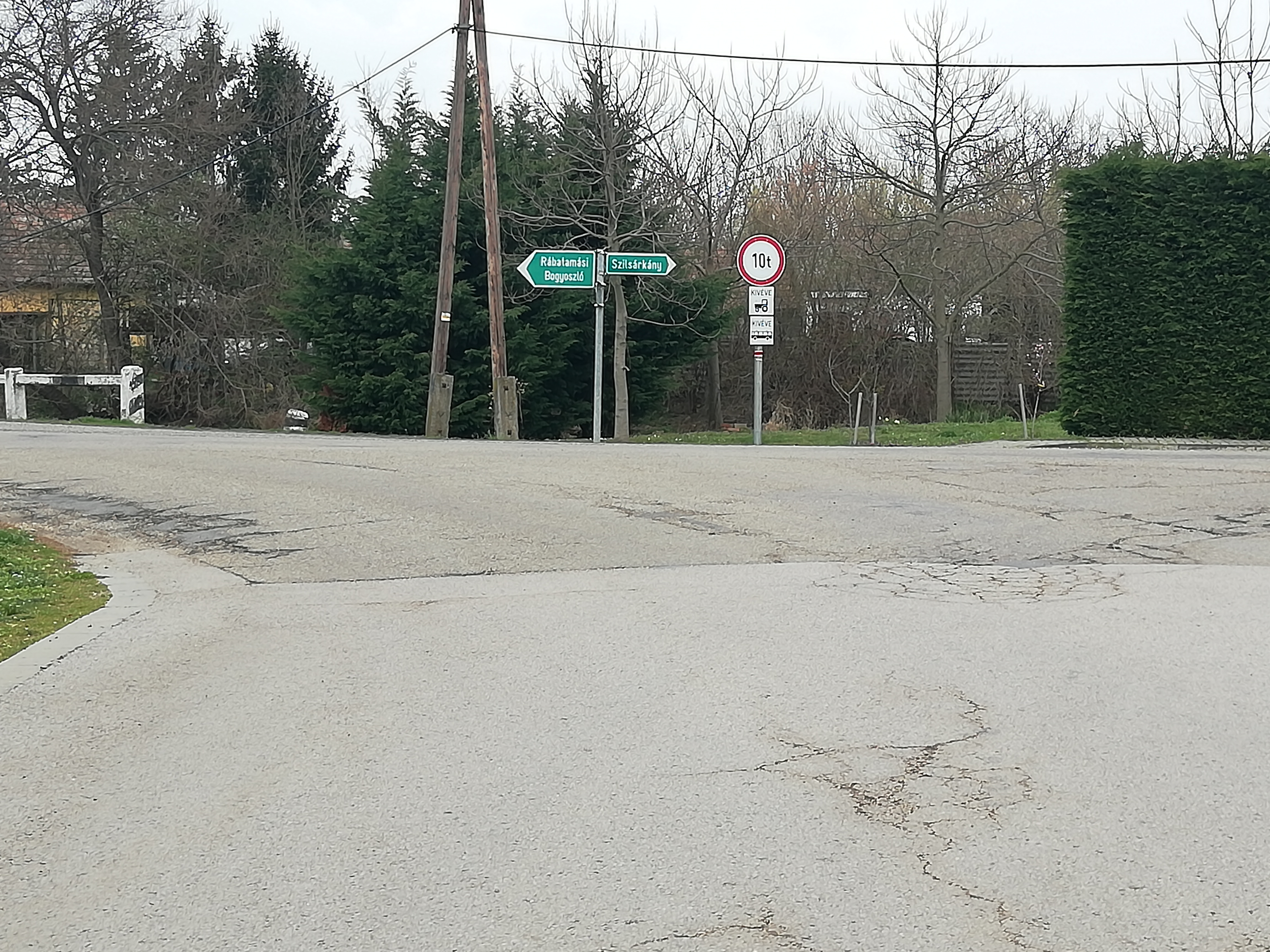
Elágazása ugyanazon úttól a falu keleti részén
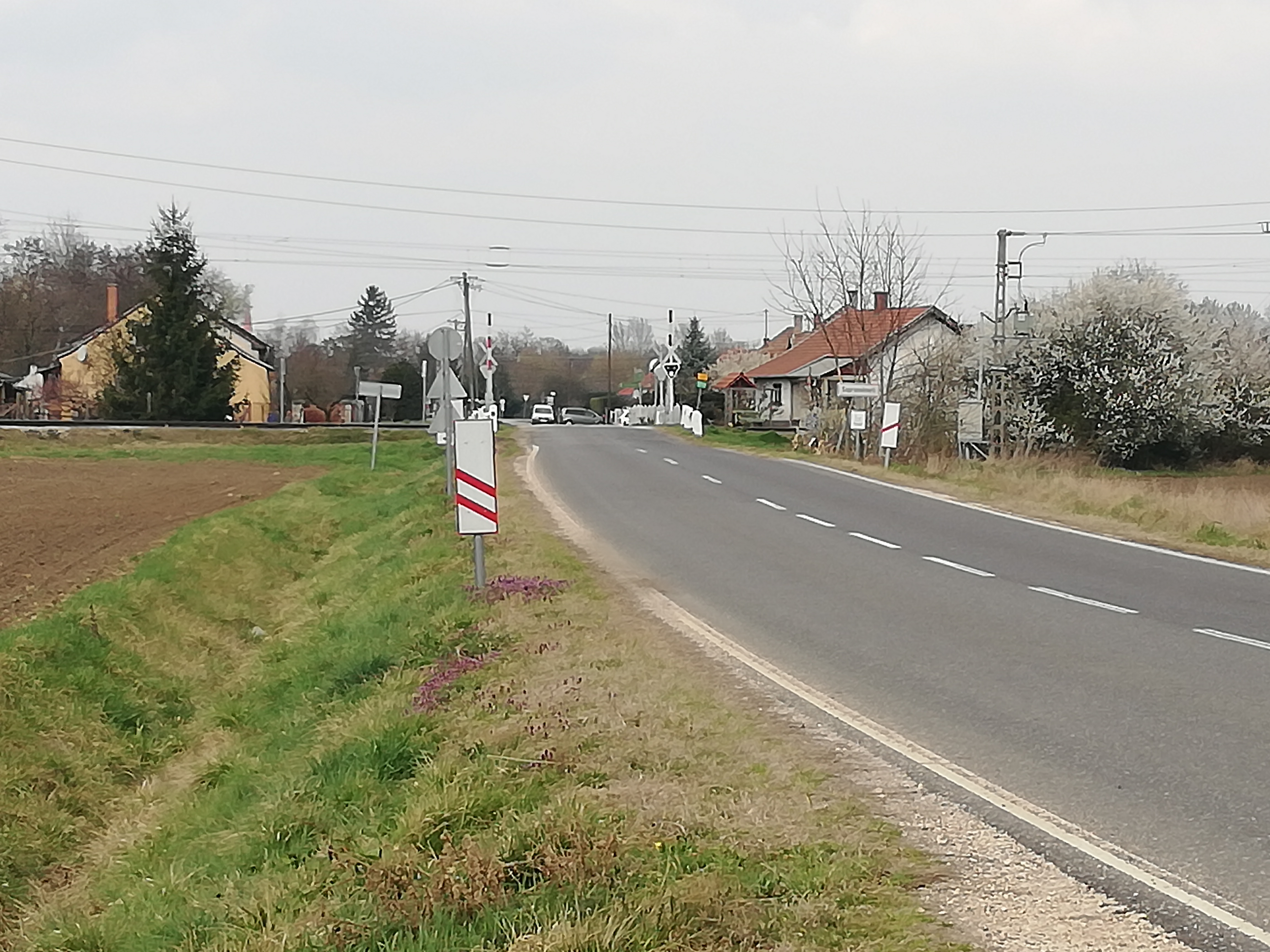
Vasúti keresztezése Sopronnémeti szélén